# Степь (Ичнянский район)
Степь (укр. Степ) — бывшее село,
Иваницкий сельский совет,
Ичнянский район,
Черниговская область,
Украина.
Код КОАТУУ — 7421785207. Население по переписи 2001 года составляло 0 человек .
По данным 1986 года население села составляло 10 человек.

## Географическое положение
Село Степь находится на расстоянии в 2 км от села Лозовое.
По селу протекает пересыхающий ручей с запрудой.

## История
- 1930 год — дата основания.

Решением Черниговского областного совета от 29.03.2013 года село снято с учёта.